# Iscrizione di Delfi

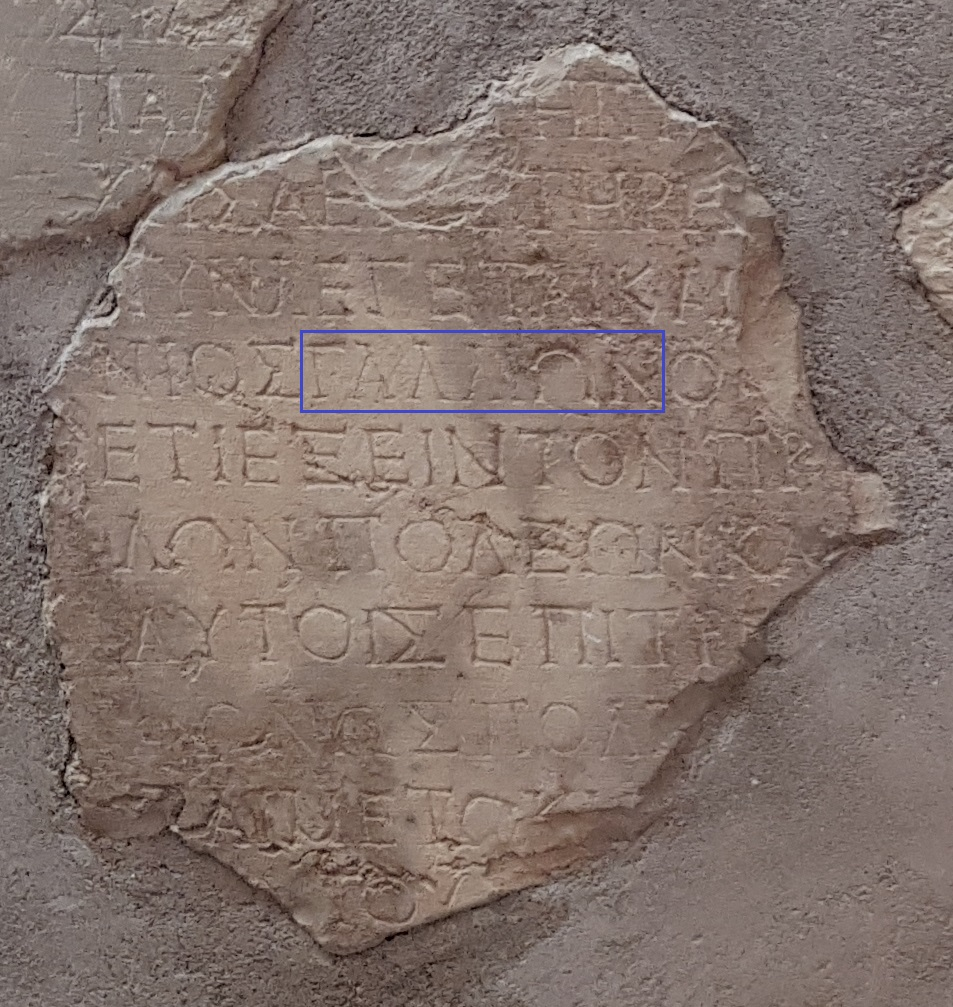

L'iscrizione di Delfi o iscrizione di Gallione è un'epigrafe incisa in greco ritrovata in maniera frammentaria a Delfi (Grecia) nel 1905 e pubblicata nel 1925.
Questa la traduzione italiana del testo ricostruito nelle sue parti frammentarie:
Il suo valore storico è prezioso in quanto fornisce implicitamente un sincronismo tra gli eventi narrati nel testo biblico degli Atti degli Apostoli e la storia del mondo greco-romano. Il proconsolato dell'Acaia rivestito da Gallione era di durata annuale a partire dalla primavera (Dione Cassio), e l'epigrafe lo colloca nell'anno della 26ª acclamazione imperiale di Claudio (25 gennaio - 1 agosto 52). L'anno di carica di Gallione può essere dunque inteso come il 51/52 o 52/53. In At18,12-16 è descritto l'incontro a Corinto tra Paolo e Gallione, e questo permette di datare il soggiorno in questa città all'interno del secondo viaggio dell'apostolo attorno al 52, "data cardine" della vita di Paolo: grazie all'epigrafe e ai resoconti di Atti gli storici ricostruiscono in maniera implicita e deduttiva la cronologia degli eventi relativi a Paolo sia precedenti che seguenti a questo soggiorno.